# Dora Mmari Msechu
Dora Mmari Msechu, född 24 augusti 1956, är en tanzanisk diplomat och mellan 2014 och 2017 Tanzanias ambassadör till Stockholm. Som sådan var hon även ackrediterad ambassadör i Danmark, Finland, Norge, Island, Estland, Lettland, Ukraina och Litauen. Dessförinnan hade hon varit chef över Tanzanias utrikesministeries avdelning för Europa och Amerika.
Mmari Msechu har en masterexamen i internationella relationer och diplomati från 1984. 1985 inledde hon sin diplomatiska karriär, bland annat som ambassadör i Delhi och Ottawa, och chef över det tanzaniska utrikesministeriets avdelning för internationellt samarbete.